# صن رع
هيرمان بول بلونت (بالإنجليزية: Sun Ra)‏ (22 مايو 1914-30 مايو 1993) هو موسيقي وشاعر وملحن وفيلسوف أمريكي.

## وصلات خارجية
- صن رع على موقع IMDb (الإنجليزية)
- صن رع على موقع الموسوعة البريطانية (الإنجليزية)
- صن رع على موقع ميوزك برينز (الإنجليزية)
- صن رع على موقع إن إن دي بي (الإنجليزية)
- صن رع على موقع أول ميوزيك (الإنجليزية)
- صن رع على موقع ديسكوغز (الإنجليزية)
- صن رع على موقع قاعدة بيانات الفيلم (الإنجليزية)

- الموقع الرسمي، تحت إشراف مارشال ألين صن رع
- مقابلة مع صن رايز في عام 1988.